# Ржевуская, Розалия
Графиня Розалия Ржевуская, урожд. княжна Любомирская (3 сентября 1788, Киев — 11 января 1865, Варшава) — статс-дама, мемуаристка; жена путешественника и востоковеда графа Вацлава Ржевуского.

## Биография
Дочь князя Александра Любомирского (1751—1804), каштеляна киевского, от его брака с одной из самых красивых женщин своего времени, Розалией Ходкевич (1768—1794). При рождении получила имя Александра Франциска Феофила. Будучи ребёнком, лишилась матери, ставшей жертвой французской революции.
Вместе с ней находилась в заключении. После её казни в июне 1794 года, была помещена в тюремную больницу, где её нашел представитель отца и вывез из Франции. В память о матери получила её имя Розалия. Воспитывалась в Берлине под опекой Изабеллы Лещинской и получила хорошее образование.
17 августа 1805 года в Вене вышла замуж за своего двоюродного брата графа Вацлава Ржевускогo (1785—1831), сына гетмана Северина. Брак этот был не особенно удачным, хотя в нём и родилось четверо детей. Супруги подолгу жили врозь. Граф Вацлав проводил много времени в путешествиях по Ближнему Востоку, жена же предпочитала жить в Вене, Италии, на Ривьере и в Петербурге.
Розалия Ржевуская вращались в придворных кругах, и пользовалась всеобщим уважением. Считалась одной из самых известных и красивых женщин во время Венского конгресса. Её салон в Вене, по словам современника, «слыл первым в Европе по уму, любезности и просвещению его посетителей». Его охотно посещали известные политики, дипломаты, философы, писатели и художники. Ржевуская была в дружеских отношениях с императором Александром I, позже её высоко ценил Николай Павлович. Говорили, что, будучи приметной фигурой при австрийском дворе, она оказывает политические услуги русскому правительству. Была ревностной католичкой и принц Шарль де Линь говорил о ней, что «она прекрасна, как любовь, и образованна, как отцы церкви».
Великий князь Константин Павлович «всегда отличал Розалию Ржевускую, по красоте и по уму достойную его внимания», но «любил шутить над её клерикальностью и часто обращался к ней с священными текстами». Её имя встречается в переписке А. И. Тургенева с П. А. Вяземским, с последним она познакомилась в середине 1810-х годов, когда бывала в Петербурге. В это же время Ржевуская познакомилась и с Карамзиным, который также ценил её за ум и писал в 1817 году: «Теперь едем обедать к Лаваль, чтобы умничать с Розалией Ржевуской».
Графиня Ржевуская была первым зарубежным читателем «Философических писем» П. Я. Чаадаева и оставила свои замечания. Была не лишена склонности к литературному творчеству. В 1836 году описала своё путешествие в Константинополь. Всю жизнь вела дневники, которые были изданы двумя томами в 1939 году в Риме.
В течение своей долгой жизни графиня Ржевуская перенесла много несчастий. В 1831 году во время польского восстания пропал без вести её муж. Старший сын Станислав, историк и философ, умер молодым в этом же году. Вынужденная покинуть Варшаву, Ржевуская остановилась в Вене, в 1833—1834 годах она жила преимущественно в Италии и Швейцарии. В 1837 году погиб на Кавказе её младший сын Витольд. Единственная дочь Калиста, вышедшая замуж за итальянского князя, умерла молодой в 1842 году, оставив матери двух внучек.
Позже графиня Ржевуская жила в Париже, где к кругу её друзей принадлежал Оноре де Бальзак. В письмах к племяннице графини (своей будущей жене) Эвелине Ганской, он называл Ржевускую «страшной тётушкой». В доме графини воспитывалась другая её племянница, известная Каролина Собаньская, в которую были влюблены и воспевали в своих стихах Пушкин и А. Мицкевич. 31 мая 1845 года графиня Ржевуская была пожалована в статс-дамы императорского двора. Последние годы жизни жила в Варшаве, где стояла во главе высшего общества и слыла агентом русского правительства. Скончалась в январе 1865 года. По словам князя А. Щербатова,

Старая графиня Ржевуская, тип несколько сходственный с типом княгини Голицыной, была очень умная и образованная дама с великосветскими традициями былых времен. Она имела первенствующее значение в Варшаве, несмотря на свою положительную бедность, жила в 2-3 маленьких комнатах, при одном, но весьма приличном слуге, старом французе. Не отрекшись ничуть от своей польской национальности, она не враждовала с русскими и даже с русской администрацией.

## Дети
В браке имела четырёх детей:
- Станислав Ржевуский (1806—1831), философ, литератор.
- Леон Ржевуский (1808—1869), владелец Подгорецкого замока, умер бездетным.
- Каликста Ржевуская (1810—1842), жена с 1840 года итальянского аристократа Микеланджело Каэтани (1804—1882), князя Сермонеты.
- Витольд Ржевуский (1811—1837), погиб на Кавказе.